# Marcin Nowak
Marcin Nowak, noto anche con lo pseudonimo di Novy (Tarnów, 17 ottobre 1975), è un chitarrista, bassista e compositore polacco.
È o è stato membro di diversi gruppi: Devilyn (1992-2003), Dies Irae (2000-2005), Behemoth (2000-2003), Crucified Mortals (2004), Spinal Cord (dal 2004), Vader (2003-2008), Virgin Snatch (2008-2009), Condemnation (dal 2008), Road's End (dal 2010), Thy Disease (dal 2011), e Against the Plagues (dal 2011).

## Discografia

### Spinal Cord
- Stigmata Of Life (full-length, 2004)

### Crucified Mortals
- Converted By Decapitation (EP, 2004)

### Dies Irae
- Immolated (full-length, 2000)
- The Sin War (full-length, 2002)
- Sculpture of Stone (full-length, 2004)

### Devilyn
- The Rule (Demo, 1994)
- Anger  (full-length, 1996)
- Reborn in Pain (full-length, 1998)
- Artefact (full-length, 2001)

### Behemoth
- Thelema.6 (full-length, 2000)
- Antichristian Phenomenon (EP, 2001)
- Zos Kia Cultus (Here and Beyond) (full-length, 2002)
- Conjuration (EP, 2003)
- Crush.Fukk.Create: Requiem for Generation Armageddon (DVD, 2004)

### Vader
- Blood (EP, 2003)
- Beware the Beast (single, 2004)
- The Beast (full-length, 2004)
- Night of the Apocalypse (DVD, 2004)
- The Art of War (EP, 2005)
- Impressions in Blood (full-length, 2006)
- And Blood Was Shed in Warsaw (DVD, 2007)
- V.666 (single, 2008)